# محطة الطاقة الشمسية PS10

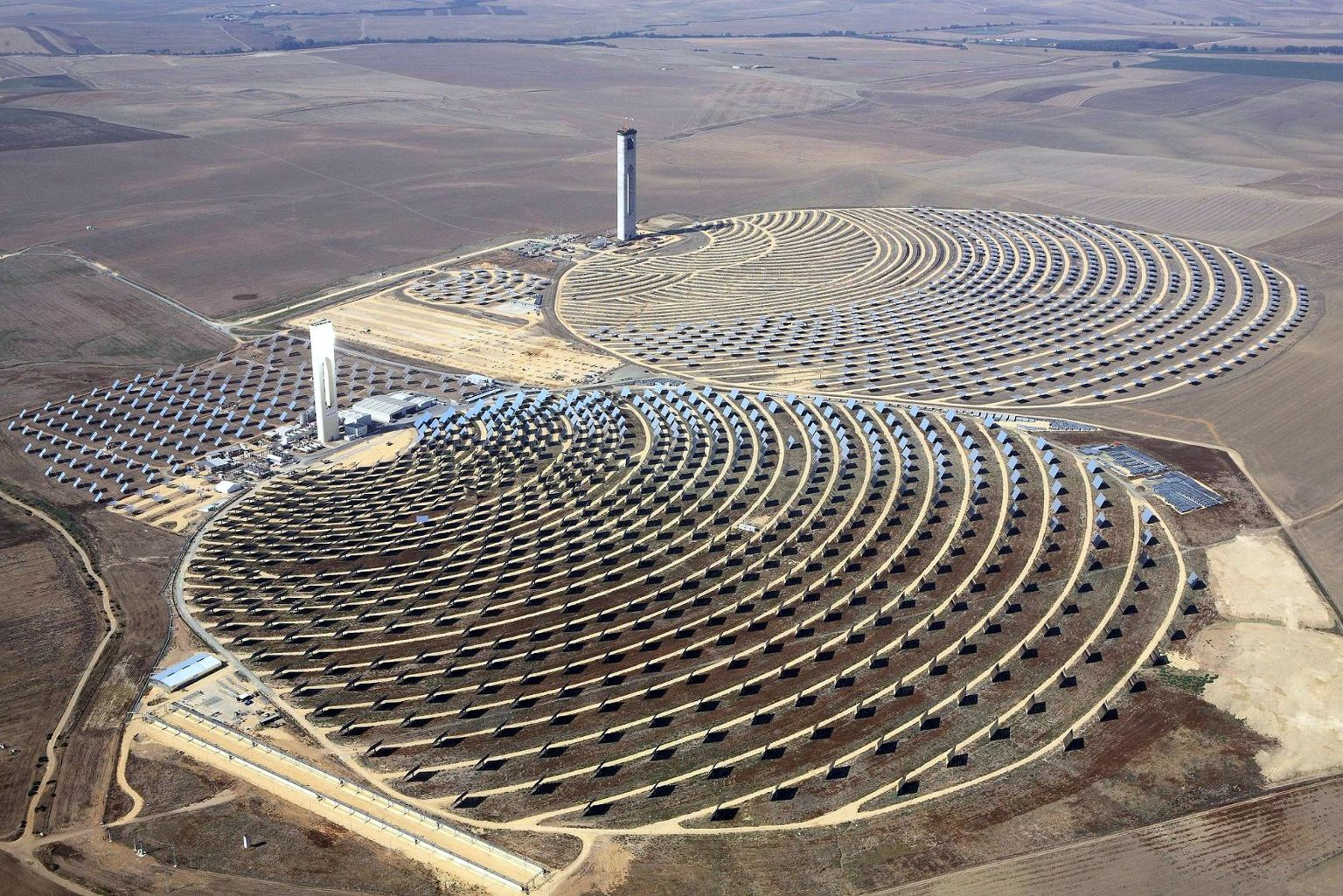
محطتا الطاقة الشمسية PS20 و PS10

محطة الطاقة الشمسية PS10 (بالإسبانية: Planta Solar 10)‏ هي محطة طاقة شمسية حرارية تعد الأولى في العالم، تقع بالقرب من قرية سانلوكار لا مايور بمقاطعة إشبيلية في منطقة الأندلس. يولد برج المحطة 11 ميغاواط من الكهرباء من خلال 624 مرايا متحركة تدعى النواظم الشمسية. من أكبر مطوريها شركة أبينغوا.

## الصناع

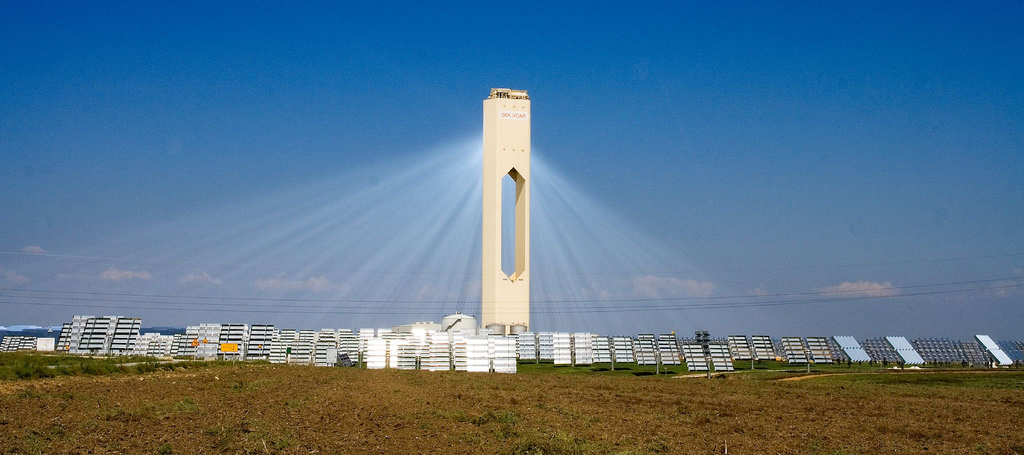
PS10 برج الطاقة الشمسية وحوله المرايا.

صنعت المرايا من قبل شركة أبينغوا بينما صممت شركة تيكنيكاس ريونيداس جهاز الطاقة الشمسية. وبني البرج من قبل شركة ألتاك.

## الوصف
تقوم المرايا بتركيز أشعة الشمس على البرج والذي يبلغ ارتفاعه 40 طابق والذي يمتص الحرارة ويقوم بتسخين الماء وإنتاج البخار الذي بدوره يحرك التوربينات البخارية والتي تقوم بتوليد الكهرباء.
مساحه ارض المرايا تبلغ 120 م2
يقع المشروع على بعد 20 كم غرب إشبيلية ويستقبل الشمس يوميا بمعدل 9 ساعات باليوم
طريقه التوليد بالوقت الحالي تعتبر اغلى من الطريقة التقليدية ولكنها اقل ضرر بالبيئة

## الخطط المستقبلية
PS10 هو الأول من مجموعة أبراج طاقة شمسية سوف تبلغ قدرتها الكاملة ة 300 ميجاواط في عام 2013. سوف تولد الكهرباء من خلال سبل كثيرة. وقد أنشئ البرجان الأولان في سانلوكار لا مايور وهما (بي أس 10) و[سيفيليا بي في).

## تخزين الطاقة
تخزن برج الطاقة الشمسية PS10 الحرارة في خزانات على هيئة بخار ذو ضغط عالي يصل إلى 50 ضغط جوي، وتبلغ درجة حرارته 285 درجة مئوية، ويتم التخزين لمدة ساعة. ويفكر المختصون في إمكانية زيادة مدة التخزين عن طريق استخدام الأملاح المنصهرة حيث يمكن تخزين كمية كبيرة من الطاقة الحرارية.

## اقرأ أيضا
| - محطة ايفانباه للطاقة الشمسية - قوة شمسية - خلية شمسية - خلية ضوئية جهدية متعددة الوصلات - ظاهرة كهروضوئية - لوح ضوئي | - لوح ضوئي جهدي - مصفوف ضوئي جهدي - تأثير ضوء جهدي - خلية ضوئية جهدية - محطة أوميديلا للطاقة الشمسية - محطة مورا للطاقة الشمسية 1. 2. 3. |  |